# Повірений у справах
Повірений у справах (фр. chargé d’affaires фр. вимова: [ʃaʁ.ˈʒe.da.ˌfɛʁ]) — це особа, яка діє від імені іншої особи чи установи на підставі наданих повноважень.
Повірений у справах (юридичних) — особа, яка за дорученням клієнта представляє його інтереси, зокрема в суді або у справах цивільного обороту (аналог адвоката чи представника за дорученням).
Повірений у справах (дипломатичних) — посада керівника або тимчасового керівника дипломатичного представництва за відсутності посла або надзвичайного представника. Відповідно до Віденської конвенції про дипломатичні відносини, клас «повірених у справах» є третім класом глав диппредставництв після послів і посланників (або глав представництв еквівалентного рангу).